# Metehi
Pour les articles homonymes, voir Metohija.
Metehi en albanais et Metohija en serbe latin (en serbe cyrillique : Метохија) est une localité du Kosovo située dans la commune/municipalité de Podujevë/Podujevo, district de Pristina (Kosovo) ou district de Kosovo (Serbie). Selon le recensement kosovar de 2011, elle compte 1 251 habitants, dont 1 243 Albanais.

## Démographie

### Évolution historique de la population dans la localité
| 1948 | 1953 | 1961 | 1971 | 1981 | 1991  | 2011  |
| ---- | ---- | ---- | ---- | ---- | ----- | ----- |
| 522  | 622  | 687  | 814  | 995  | 1 231 | 1 251 |

|  |